# Drie-eenheidskathedraal (Verchotoerje)
De Drie-eenheidskathedraal (Russisch: Троицкий собор) is een Russisch-orthodoxe kathedraal in de Russische stad Verchotoerje. In 1959 kreeg de kathedraal van UNESCO de status van monument van internationaal belang, terwijl in 1960 het gebouw in Rusland ook nationaal als historisch monument werd erkend.   

## Geschiedenis
De bouw vond plaats op basis van een keizerlijk decreet van tsaar Peter I en de zegen van de Metropoliet van Tobolsk en Siberië Filoteij. De nieuwbouw verving een oudere houten kerk uit het jaar 1598. De bouw startte in het jaar 1703. Inwijding vond plaats in 1709, echter de bouw werd nog voortgezet tot 1712. Een brand beschadigde in 1738 het houten dak en de koepels. Herstel vond binnen een jaar plaats waarbij het houten materiaal werd vervangen door staalplaat. Het interieur werd in 1887 beschilderd door een Moskouse meester. In 1932 werd de kathedraal gesloten door de bolsjewieken en geraakte het gebouw geleidelijk in verval. Internationale aandacht en plaatsing op de monumentenlijst voorkwam de ondergang van de kerk en geleidelijk aan werden er herstelwerkzaamheden uitgevoerd. Het gebouw werd teruggegeven aan de Russisch-orthodoxe Kerk in 1991 en vanaf 1998 wordt de kathedraal weer gebruikt voor de eredienst. 

## Architectuur
De kathedraal is een mooi voorbeeld van de barok in de Oeral en stond model voor een aantal andere kerken in de Oeral en Siberië. Het grondvlak van de kerk is een vierkant dat overgaat in een achthoek waarop vijf koepels zijn geplaatst. De gevel is rijk gedecoreerd en de motieven zijn bijzonder van vorm. De hoog oprijzende toren heeft een tentdak en bevat negen klokken. 